# Французька Полінезія на Чемпіонаті світу з легкої атлетики 2017
Французька Полінезія на Чемпіонаті світу з легкої атлетики 2017, що проходив з 4 по 13 серпня 2017 року в Лондоні (Велика Британія) була представлена 1 спортсменом.

## Результати

### Жінки
Трекові і шосейні дисципліни
| Спортсмен          | Дисципліна | Забіги    | Забіги | Півфінал         | Півфінал         | Фінал            | Фінал            |
| Спортсмен          | Дисципліна | Результат | Місце  | Результат        | Місце            | Результат        | Місце            |
| ------------------ | ---------- | --------- | ------ | ---------------- | ---------------- | ---------------- | ---------------- |
| Хереїті Бернардіно | 100 м      | 12.88     | 44     | Завершила виступ | Завершила виступ | Завершила виступ | Завершила виступ |